# اسکندریه اسخاته

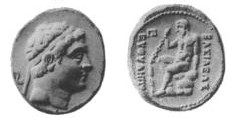
سکه ای کشف شده اسکندر در اسکندریه اسخاته

اسکندریه اسخاته (به یونانی: Ἀλεξάνδρεια Ἐσχάτη؛ به معنی «اسکندریهٔ اقصی») شهری بود که اسکندر کبیر در اوت ۳۲۹ ق م به عنوان شمالی‌ترین پایگاهش در آسیای میانه بنا کرد. این شهر در بخش جنوب غربی وادی فرغانه، در ساحل جنوبی رود سیردریا و در موقعیت امروزی شهر خجند تاجیکستان بنا شد.
اسکندر دیواری آجری به طول ۶ کیلومتر به دور شهر کشید که این امر، بنا به گفتهٔ مورخان باستان، تنها در عرض ۲۰ روز به انجام رسید. اسکندر در این شهر، همچون سایر شهرهایی که تأسیس نمود، گروهی از کهنه‌سربازان بازنشسته و زخمی را اسکان داد.